# San Agustín Atenango
San Agustín Atenango là một đô thị thuộc bang Oaxaca, México. Năm 2005, dân số của đô thị này là 1787 người.